# Scorpia (boek)
Scorpia is het vijfde boek van de Alex Rider-serie. Het werd geschreven door de Engelse schrijver Anthony Horowitz.

## Afkorting
De naam SCORPIA staat voor: sabotage, corruption, intelligence and assassination (sabotage, corruptie, inlichtingen en moord).

## Verhaal
De wereld van de jonge MI6-agent Alex Rider stort volledig in wanneer hij erachter komt dat zijn vader mogelijk een goedbetaalde huurmoordenaar was, die door MI6 geliquideerd is. Om de waarheid over zijn afkomst te achterhalen, reist Alex naar Venetië. Daar begint hij aan een gevaarlijke zoektocht naar Scorpia, een internationale terroristische organisatie, die met zijn vaders mysterieuze dood te maken lijkt te hebben.

## Televisieserie
Het derde en laatste seizoen van de televisieserie Alex Rider is gebaseerd op dit boek en werd oorspronkelijk uitgezonden door Amazon Freevee op 5 april 2024. De serie was in Nederland te zien bij streamingsdienst Videoland en in België bij Streamz.